# Hogback

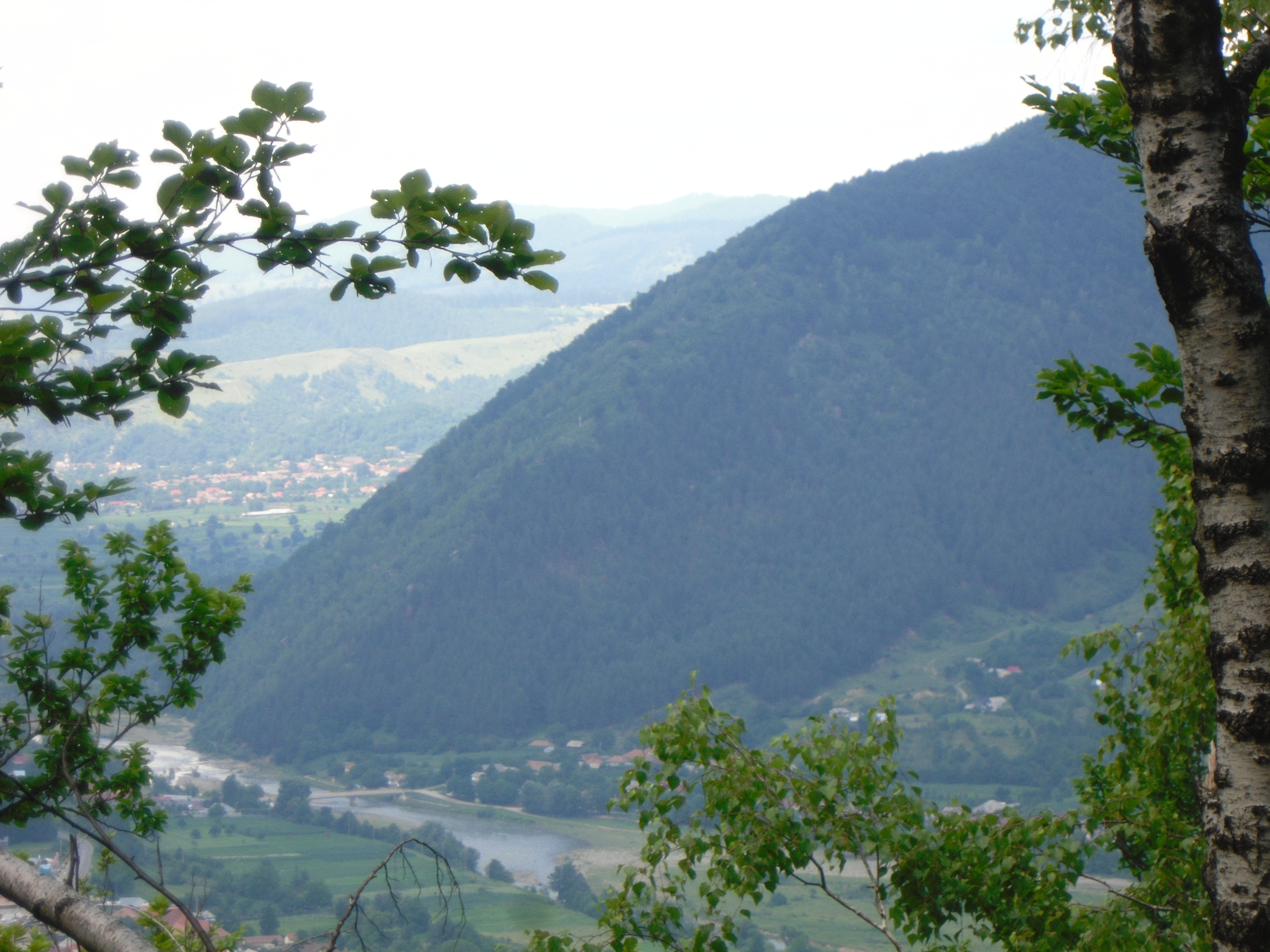
Dealul Drăcoaia din Târgu Ocna

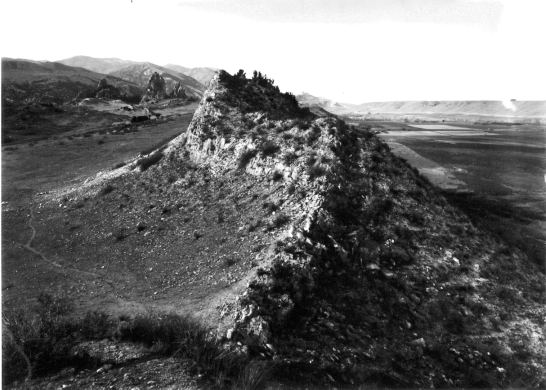
Hogback lângă Colorado Springs

Hogbackul este o creastă ascuțită care rămâne în urma eroziunii în zonele cu strate de durități diferite, puternic înclinate.

## Condiții de formare
Se formează în roci sedimentare cutate, apărând de obicei pe flancurile unor sinclinale sau pe marginile unor anticlinale golite.

## Imagini de hogbackuri

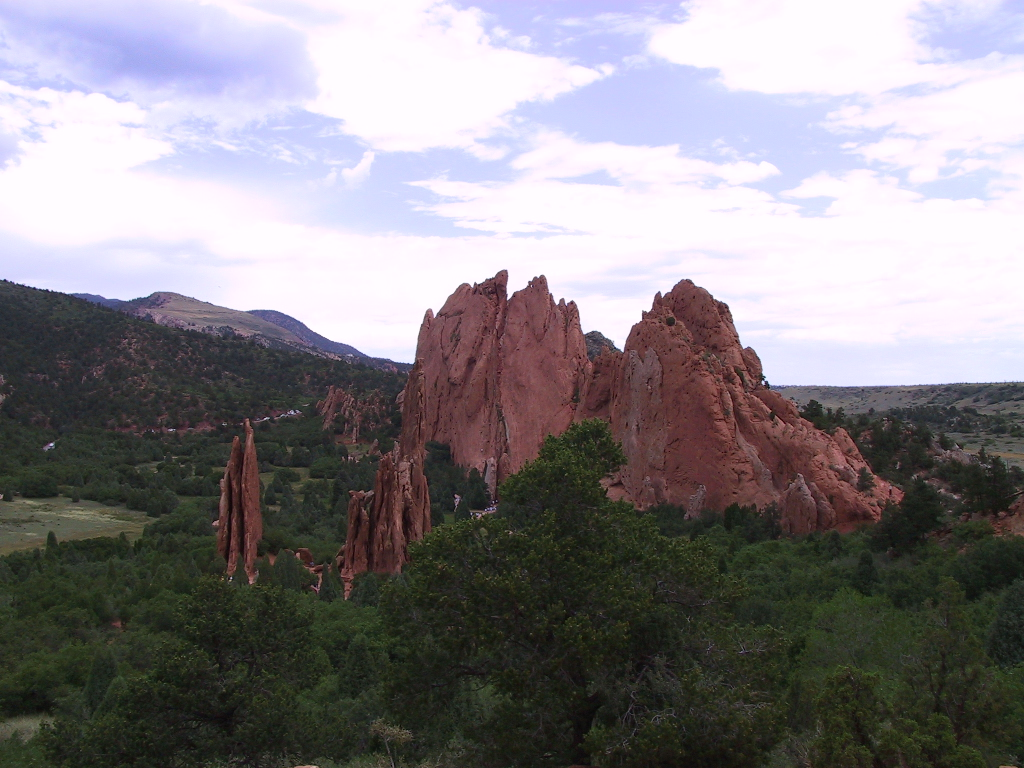
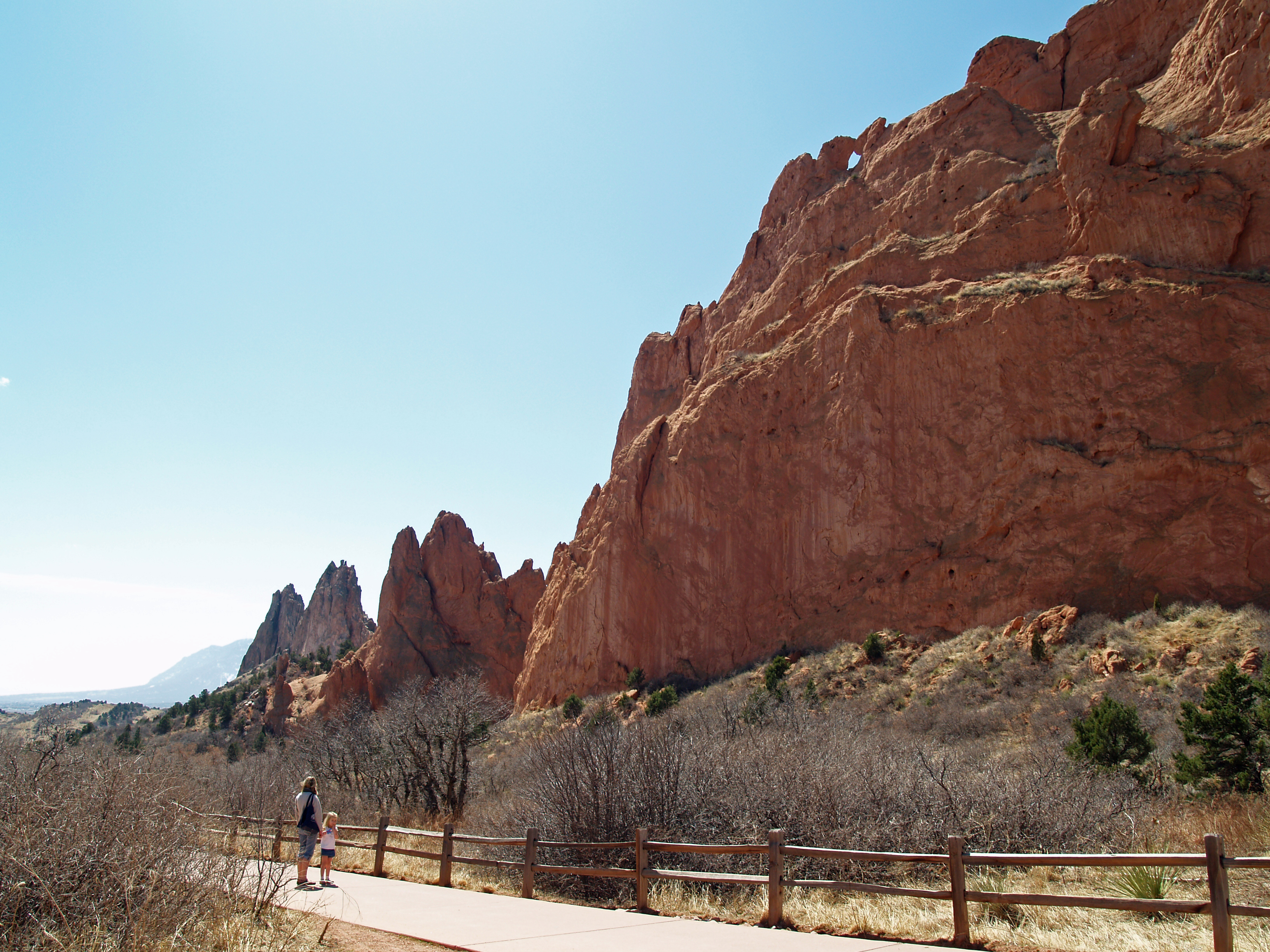
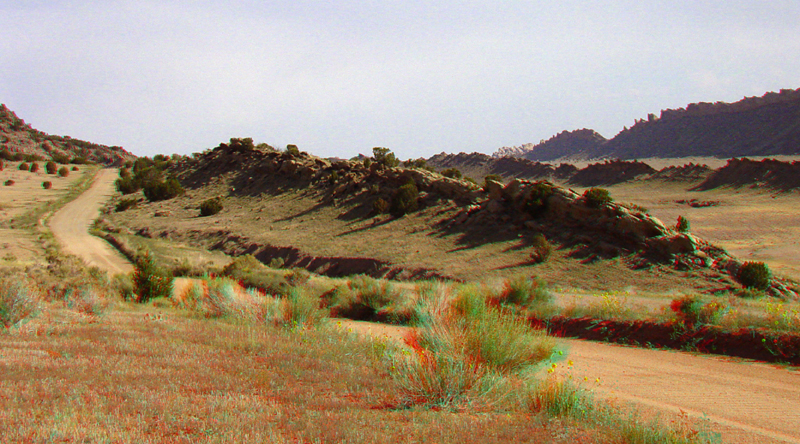
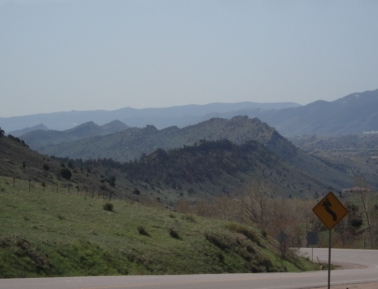
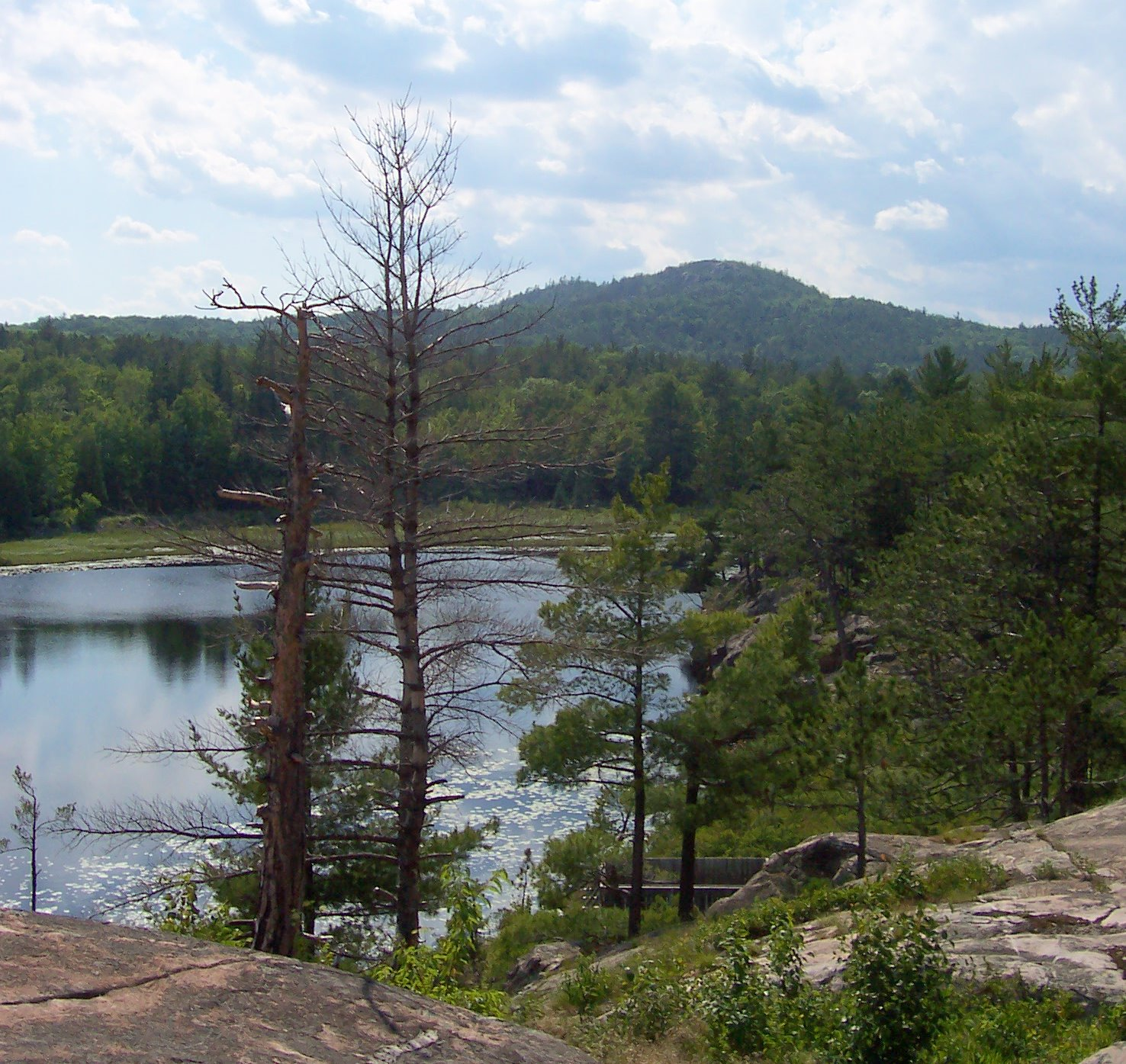
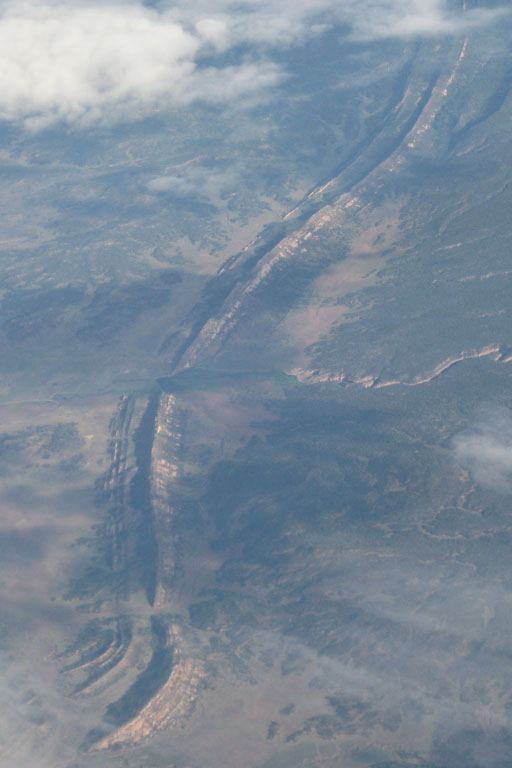
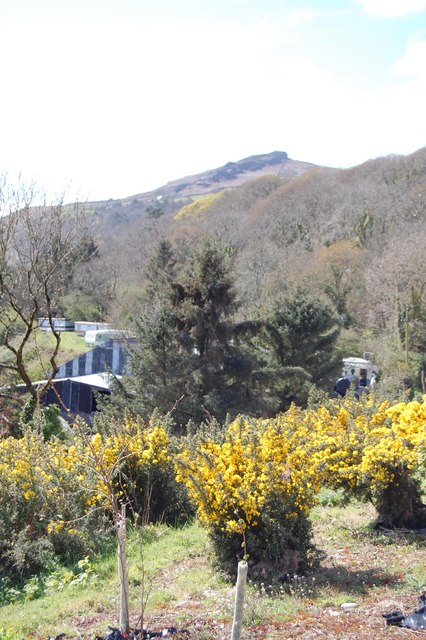